# Tietoevry
Tietoevry je největší severoevropský dodavatel IT služeb poskytující komplexní služby v oblasti IT pro soukromý i veřejný sektor a služby pro vývoj produktů v oblasti komunikací a moderních technologií. Společnost sídlí v Helsinkách. Její akcie jsou obchodovány na burze NASDAQ OMX v Helsinkách a Stockholmu.

## Historie
Historie Tieto korporace sahá do roku 1968. Tehdy firma nesla název Tietotehdas Oy. V roce 1999, kdy se spojila finská společnost Tieto a švédská společnost Enator, došlo ke změně jména na TietoEnator a v roce 2010 opět na Tieto. Společnost neukončila své působení ve Švédsku, ale změna souvisí s novou strategií společnosti a má signalizovat zjednodušení. 
Tieto oznámilo na konci roku 2019 spojení se společností EVRY, která měla stejně jako Tieto významný podíl na skandinávských trzích v oblasti digitálních služeb. Tak vznikla nová společnost Tietoevry, která měla po spojení v různých zemích světa celkem 24 tisíc zaměstnanců a celkové příjmy v objemu tři miliardy eur.

## Tieto ve světě
Společnost Tietoevry působí v téměř 20 zemích světa a své služby poskytuje ve vybraných odvětvích zákazníkům na celém světě. Hlavními trhy jsou země severní Evropy. Strategickým cílem společnosti Tietoevry je expandovat na trhy, kde má potenciál stát se jedním ze tří nejvýznamnějších dodavatelů IT služeb.

## Tieto v Česku
Tieto Czech, jako první softwarové centrum Tieto korporace, svou činnost zahájilo v roce 2004. Ostravské sídlo mělo tehdy 54 zaměstnanců. Další pobočka se nachází v Brně. Každým rokem rostl počet zaměstnanců a v roce 2017 je Tieto Czech s více než 2 000 zaměstnanci největším zaměstnavatelem v oblasti IT v Moravskoslezském kraji a patří mezi největší IT společnosti v České republice.